# Muhàmmad Xams al-Din
Muhammad Shams al-Din (+1339) fou emir indjúida de Fars per un mes. Era fill del fundador de la dinastia Sharaf al-Din Mahmud Shah.
Mort el pare Mahmud (1336) no va trigar a esclatar la lluita entre els germans Masud Shah Djalal al-Din i Ghiyath al-Din Khay Khusraw. Muhammad va donar suport al segon que fou derrotat el 1338. El vencedor Masud va empresonar als dos germans derrotats a Kalat Safid o Kale-i Safid (Fars). Ghiyath al-Din va morir (1338) però Muhammad es va poder escapar i se'n va anar a Esfahan, també part del govern de Fars, on fou acollit.
Hasan Kücük el cobànida, per recuperar algunes províncies pel que ell considerava el govern central amb seu a Tabriz, va nomenar governador a Shiraz (Fars) al seu cosí Pir Husayn ibn Amir Maḥmud ibn Amir Coban (1338). El 1339 Pir Husayn es va aliar amb el fugitiu Muhammad Shams al-Din i unides les forces dels dos homes van derrotar a Masud a Sarvestan a uns 120 km al sud-est de Shiraz. Els dos vencedors van entrar a Shiraz i Masud va fugir al Luristan.
Al cap d'un mes de govern conjunt Pir Husayn va matar a Muhammad i va quedar sol al govern.